# Discoglossus galganoi
El sapillo pintojo ibérico (Discoglossus galganoi) es una especie de anfibio anuro de la familia Alytidae, está en estudio si forma la nueva familia Discoglossidae.

## Descripción
Sapillo de pequeño tamaño de 45 a 75 mm, de cabeza aplanada, casi tan larga como ancha, y hocico obtusamente puntiagudo. De piel lisa o con pequeñas granulaciones de coloración muy variable, desde tonalidades pardas, rosáceas, verdosas o casi negras.

## Distribución
Endemismo ibérico, su área de distribución comprende Portugal y la mitad occidental de la España peninsular. En España está presente en toda Galicia se extiende hasta el este por toda Asturias y la mayor parte de la cornisa cantábrica, al norte y oeste de Castilla y León, zonas de Ávila, Extremadura, suroeste de la Comunidad de Madrid y sierra de Guadarrama, la mayor parte de la provincia de Toledo y Ciudad Real y Andalucía occidental hasta el valle del Guadalquivir.

## Hábitat
Ocupa una gran variedad de hábitat, casi siempre sobre sustratos silícios o metamórficos, en zonas abiertas, en ríos y arroyos, en zonas de elevada humedad con abundancia de vegetación herbácea, que le sirve de refugio.

## Amenazas
La alteración y destrucción directa de los medios acuáticos, los impactos de los cultivos agrícolas y la contaminación química de los cursos de agua. La depredación directa del cangrejo de río americano, está mermando sus poblaciones.